# Knöbelhof
Knöbelhof ist ein Teilort der baden-württembergischen Gemeinde Eriskirch.

## Geographie
Knöbelhof liegt mittig in der Gemeinde Eriskirch zwischen den Teilorten Mariabrunn und Wolfzennen. Der Ort hat nur eine Zufahrtsstraße und wird westlich von der in der in den Bodensee fließenden Schussen begrenzt.

## Geschichte
Knöbelhof wird erstmals 1789 als montfortisches Lehen erwähnt. 1881 hatte der Ort 27 Einwohner und gehörte zum Amtsbezirk Tettnang. Bis zur Gemeindereform im Jahr 1937 gehörte der Ort zur Gemeinde Oberdorf.

## Sehenswürdigkeiten
An der Mariabrunnstraße steht ein Wegkreuz (⊙) mit der Inschrift „Gelobt sei Jesus Christus“.